# Commissie-Beel
In verband met de Greet Hofmans-affaire werd op 28 juni 1956 onder het kabinet-Drees een 'commissie van wijze mannen' ingesteld, thans bekend als de commissie-Beel. Deze commissie bestond uit minister Beel, oud-premier Gerbrandy en de laatste gouverneur-generaal van Nederlands-Indië, Jonkheer A.W.L. Tjarda van Starkenborgh Stachouwer. In dit verband is Beel op 7 juli als minister afgetreden. Formeel werkte de commissie in opdracht van koningin Juliana en haar gemaal prins Bernhard van Lippe-Biesterfeld.
Onmiddellijke aanleiding was de publicatie in het West-Duitse weekblad Der Spiegel op 13 juni 1956 over de invloed van Greet Hofmans op koningin Juliana.
De commissie-Beel is erin geslaagd de Greet Hofmans-affaire af te sluiten. Na het onderzoek van de commissie werden de contacten van Greet Hofmans met het hof beëindigd. Tevens werd de hofhouding gereorganiseerd.
Het rapport van de commissie-Beel werd uiteindelijk op 12 november 2008 openbaar als bijlage bij een boek van Cees Fasseur.